# کارخانه گرد و غبار
کارخانه گرد و غبار (به انگلیسی: The Dust Factory) فیلمی محصول سال ۲۰۰۴ و به کارگردانی اریک اسمال است. در این فیلم بازیگرانی همچون آرمین مولر-اشتال، هیدن پنیتیر، رایان کلی، کیم مایرز، مایکل آنگارانو و پیتر هورتون ایفای نقش کرده‌اند.